# دالي ويلكينسون
دالي ويلكينسون (18 مارس 1960 في الولايات المتحدة - ) (بالإنجليزية: Dale Wilkinson)‏ هو لاعب كرة سلة أمريكي في مركز هجوم قوي الجسم. لعب مع ديترويت بيستونز ولوس أنجلوس كليبرز.

## وصلات خارجية
- دالي ويلكينسون على موقع إن بي أي (الإنجليزية)
- دالي ويلكينسون على موقع سبورتس رفرنس (الإنجليزية)
- دالي ويلكينسون على موقع كلية كرة السلة في سبورتس رفرنس.كوم (الإنجليزية)
- دالي ويلكينسون على موقع ريلجم (الإنجليزية)
- دالي ويلكينسون على موقع بروبوليرز (الإنجليزية)